# Уйташ (остановочный пункт)
Уйташ (или О.п. 2307 км) — остановочный пункт (бывший разъезд) Северо-Кавказской железной дороги в Карабудахкентском районе Дагестана. Расположен на линии Махачкала — Дербент.
На платформе «О.п. 2307 км» (в служебных расписаниях движения пригородных поездов Северо-Кавказской железной дороги с 2008 года остановочный пункт Уйташ обозначается как «О.п. 2307 км ПК 3») имеют остановку 2 пары электропоездов маршрута Махачкала — Дербент ежедневно.
Вблизи остановочного пункта находится электроподстанция ПС/330/110/10кВ «Махачкала-330».
В 3,5 км к востоку расположен аэропорт Уйташ.
Приблизительно в 600 метрах к юго-востоку от остановочного пункта находится железнодорожный переезд на автодороге, связывающей трассу M29 c автодорогой Махачкала — аэропорт Уйташ.

## История
Разъезд Уйташ сооружён при строительстве линии Петровск-Порт — Дербент Владикавказской железной дороги. Открыт вместе с этой линией в 1900 году. Постепенно около разъезда сформировался одноимённый посёлок. Сохранилось здание вокзала, построенного в 1914 году. Сейчас на первом этаже здесь располагается средняя школа.  Как пишет газета Новое дело :
 Через окна видно, что старые парты и стулья стоят на старой плитке, возможно, помнящей сапоги местного станционного смотрителя или каблуки туфлей случайной гости из Санкт-Петербурга! ...Странно, но в перечень памятников регионального культурного наследия этот вокзал не включен.
Во время гражданской войны в апреле 1918 года в районе разъезда Уйташ произошло сражение между белогвардейскими отрядами полковника Нух-Бек Тарковского, оборонявшими Петровск-Порт, и десантом, состоящим из солдат бывшего Кавказский фронта, поддерживавших Бакинский совет рабочих и солдатских депутатов. Отряды Тарковского не смогли помешать высадке десанта и после тяжёлых боёв были вынуждены оставить Петровск-Порт.
В 1930-х годах смотрителем разъезда работал участник стахановского движения Атай Муртазаев. В 1936 году Муртазаев был признан победителем в социалистическом соревновании среди работников железнодорожного транспорта Дагестана. Впоследствии за доблестный труд он был поощрён министром Путей сообщения золотыми часами. Портрет Атая Муртазаева, кавалера нескольких орденов и медалей, находится в экспозиции музея Махачкалинского отделения Северокавказской железной дороги.
Во время Великой Отечественной войны Уйташ был базой Управления военно-восстановительных работ № 20 Северо-Кавказского фронта.
После окончания Великой Отечественной войны началась прокладка второго пути между Махачкалой и Дербентом. К концу 1950-х годов строительство было завершено, и необходимость раздельного пункта в данном месте железнодорожной линии отпала. К июню 1961 года путевое развитие было снято и Уйташ приобрёл статус остановочного пункта на перегоне Тарки — Манас.
В 1978 году была произведена электрификация переменным током напряжением 25 кВ участка Дербент — Махачкала.
2 июля 2009 года на железнодорожном переезде, расположенном к юго-востоку от остановочного пункта, террористами был совершён двойной террористический акт. В 0:35 по московскому времени под колёсами ремонтного поезда «ПМС-143» сработало взрывное устройство. Пострадавших от этого взрыва не было, состав устоял на рельсах, однако движение поездов на данном участке было приостановлено и на место взрыва прибыла оперативно-следственная группа Управления ФСБ России по Дагестану. Во время работы группы было обнаружено ещё одно заложенное взрывное устройство и было принято решение о его разминировании. Попытка обезвредить устройство закончилась взрывом, в результате которого образовалась воронка диаметром 80 см и глубиной около 50 см, а осколками устройства был смертельно ранен эксперт-взрывотехник Артур Амирханович Бабаев. Движение поездов было прервано до 6:00 утра 2 июля. 31 июля 2009 года руководству ФСБ России было направлено ходатайство о присвоении погибшему капитану А. А. Бабаеву, до этого успешно обезвредившему 43 самодельных взрывных устройства и 38 других взрывоопасных предметов, звания Героя России (посмертно). По иронии судьбы ещё 22 апреля 2009 года А. А. Бабаев был представлен к ордену Мужества, однако при его жизни это представление рассмотреть не успели. После гибели капитана Бабаева было принято решение наградить его посмертно орденом Мужества; звание же Героя России погибшему присвоено не было.

## Достопримечательности
- В окрестностях станции на скалах Уйташ находятся «Уйташские наскальные изображения» — памятник археологии, отнесённый к объектам культурного наследия[17][18]
- В 3 км к северу от станции расположен объект культурного наследия памятник археологии «Уйташские курганы».[19].

## Проект реконструкции
Станция позволяет использовать железную дорогу, чтобы добраться до аэропорта Уйташ в Махачкале . В 2024 году власти Дагестана предложили проект обновления железнодорожной станции «Уйташ». В проекте предлагается : 
 строительство многоуровневых павильонов, надземных крытых пешеходных переходов, а также обустройство привокзальных площадей, в том числе и для организации движения общественного транспорта, шаттлов и высадки пассажиров у вокзала.